# Partei der Neuen Hoffnung
Die Partei der Neuen Hoffnung (Thai พรรคความหวังใหม่, RTGS: Phak Khwamwang Mai, Aussprache: [pʰák kʰwaːmwǎŋ màj], engl. New Aspiration Party, NAP, auch als „Neue Hoffnungspartei“ übersetzt) ist eine politische Partei in Thailand. Sie wurde im Jahr 1990 von dem pensionierten General Chavalit Yongchaiyudh gegründet, war zeitweilig die stärkste Partei des Landes, ist seit dem Austritt des Parteigründers Chavalit im Jahr 2002 aber politisch bedeutungslos.

## Gründung

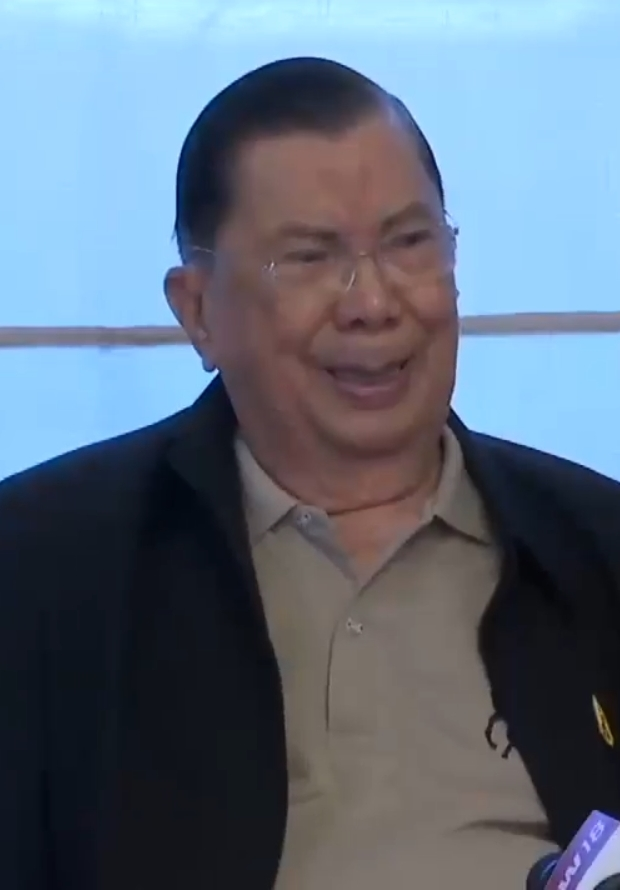
Chavalit Yongchaiyudh, der Gründer der Partei (2018)

General Chavalit Yongchaiyudh trat 1990 von seinem Posten als Oberkommandierender des thailändischen Heeres und Chef des obersten Stabs der Streitkräfte zurück und gründete anschließend die Partei der Neuen Hoffnung. Die Gründungsversammlung fand am 11. Oktober 1990 im JB Hotel in Hat Yai, Provinz Songkhla, im tiefen Süden von Thailand statt. Als Motto der Partei wurde ประเทศมั่นคง ประชาชนมั่งคั่ง (Prathet Mankhong Prachachon Mankhang) festgelegt, übersetzt „Stabiles Land, wohlhabende Bürger“. Das Parteilogo zeigte eine Sonnenblume.
Die Partei der Neuen Hoffnung wurde intensiv von dem einflussreichen Agrar- und Mischkonzern Charoen Pokphand (CP) und dessen Vorstandsvorsitzenden Dhanin Chearavanont unterstützt. Die guten Beziehungen zwischen Chavalit und CP sind darauf zurückzuführen, dass Chavalit als Heereschef im Rahmen der regionalen Entwicklungsprojekte Isan Khiew („Grünes Isan“, im Nordosten) und Neue Hoffnung (in den Südprovinzen) der CP-Gruppe lukrative Aufträge verschafft hatte.
Chavalits Ziel war es, eine dominante Staatspartei nach dem Vorbild der Golkar des indonesischen Präsidenten Suharto zu schaffen. Anders als die meisten thailändischen Parteien hatte Neue Hoffnung von ihrer Gründung an eine straffe Organisationsstruktur und eine große Parteizentrale mit Vollzeit-Mitarbeitern. Sie gab eine Monatszeitschrift und Hochglanz-Broschüren heraus. Die NAP warb um die Unterstützung von Dorfoberhäuptern und regionalen Verantwortlichen in der Nordostregion. Dabei nutzte Chavalit seine Kontakte und Datenbanken aus der Zeit als Direktor des Internal Security Operations Command der Streitkräfte und als Leiter des Projekts „Grünes Isan“. Unter den Politikern der Partei waren viele ehemalige Staatsdiener und Militärs. Sie appellierte an das Bedürfnis nach nationaler Sicherheit und stand für eher herkömmliche Konzepte der Wirtschaftsentwicklung. Mit seinem populistischen Auftreten sprach Chavalit aber auch Teile der organisierten Arbeiterschaft an.
Die Partei hatte eine heterogene Zusammensetzung. Einerseits wurde sie von lokal einflussreichen Personen mit teilweise kriminellen Verbindungen (sogenannten „Paten“ oder Chao Pho) wie Udomsak Thangthong („Sia Oh“, der Pate von Prachuap Khiri Khan) und Charoen Phattanadamronchit („Sia Leng“, der Pate von Khon Kaen) unterstützt. Wegen der Beteiligung dieser dubiosen „einflussreichen Personen“ trat der erste Generalsekretär der NAP, Prasong Soonsiri, noch vor der ersten Wahlteilnahme der Partei im März 1992 wieder aus der Partei aus. Andererseits traten ihr eine Reihe linksgerichteter Intellektueller aus der Generation der Studentenbewegung der 1970er-Jahre („Oktobristen“) bei, einschließlich Chaturon Chaisang, der 1997 zum Generalsekretär der Partei wurde.

## Entwicklung
Bei ihrer ersten Wahlteilnahme im März 1992 wurde sie aus dem Stand mit 22,4 % stimmenstärkste Partei. Sie holte allerdings nur die drittmeisten Wahlkreise (72 von 360), die meisten darunter in der Nordostregion sowie im äußersten Süden, wo sich die von muslimischen Abgeordneten gebildete Wahdah-Gruppe der NAP angeschlossen hatte. Sie ging in die Opposition gegen die vom Militär gestützte Regierung von General Suchinda Kraprayoon. Chavalit wurde als offizieller Oppositionsführer vereidigt. Während der pro-demokratischen Massenproteste gegen die Suchinda-Regierung im Schwarzen Mai 1992 stellte sich die Partei der Neuen Hoffnung auf die Seite der Oppositionsbewegung. Von der thailändischen Presse wurde sie daraufhin als eine der „Engels-Parteien“ bezeichnet. Nach dem Rücktritt Suchindas gewannen die „Engels-Parteien“ die Wahl im September 1992. Die Partei der Neuen Hoffnung wurde mit 51 Sitzen viertstärkste Kraft und schloss sich der Regierungskoalition von Chuan Leekpai an. Nach deren Zerbrechen konnte die Partei bei der vorgezogenen Neuwahl 1995 leicht zulegen und wurde Teil der Koalitionsregierung von Banharn Silpa-archa, in der Chavalit als Vize-Premier diente.
Bei den Wahlen im Jahr 1996 erhielt die Partei die meisten Stimmen und bildete eine Koalition mit Chavalit als Premierminister. Zuvor war es ihr gelungen, innerparteiliche Gruppen aus anderen Parteien, insbesondere der stark an Popularität verlierenden Chart-Thai-Partei des scheidenden Ministerpräsidenten Banharn, zum Überlaufen zu bewegen. Die bekannteste darunter war die „Wang-Nam-Yen-Gruppe“ von Sanoh Thienthong, die bekannt dafür ist, regelmäßig die Partei zu wechseln. So gewann die NAP 125 der 393 Sitze, mehr als doppelt so viele wie bei der vorherigen Wahl. Nach der Wahl löste Chalerm Yubamrung seine „Massenpartei“ auf und trat zur Partei der Neuen Hoffnung über, in der er sogleich Vizevorsitzender wurde. Nach dem Beginn der asiatischen Finanzkrise 1997 verschwand das Vertrauen der Wählerschaft und Chavalit musste zurücktreten. 
Ohne Neuwahlen bildete sich eine neue Regierungskoalition unter Führung der Demokratischen Partei und Chuan Leekpais. Die NAP musste dagegen auf den Oppositionsbänken Platz nehmen, Chavalit wurde erneut offizieller Oppositionsführer. Auch die CP-Gruppe entzog Chavalit und seiner Partei ihre Unterstützung und wandte sich Thaksin Shinawatra und seiner neu gegründeten Thai-Rak-Thai-Partei (TRT) zu. Zum Ende der Legislaturperiode traten zahlreiche Abgeordnete der NAP zu anderen Parteien, vor allem zur TRT, über. Bei der Wahl im Januar 2001 fiel die Partei der Neuen Hoffnung auf nur noch 27 von 500 Sitzen zurück. Anschließend ging sie eine Koalition mit der TRT ein und Chavalit wurde Vizepremier in der Regierung des Wahlsiegers Thaksin.
Lediglich eine kleine Minderheit, angeführt vom ehemaligen Minister Chingchai Mongcoltam, entschloss sich, die Partei weiterzuführen. Sie spielt aber seither keine Rolle mehr in der thailändischen Politik. Bei der Parlamentswahl 2011 kam sie auf 0,08 % der Stimmen.